# مسکان
مَسکان یکی از جزیره‌های خلیج فارس متعلق به کشور کویت است.
جزیره کوچک مسکان در شمال جزیرهٔ بزرگ‌تر فَیلَکه قرار گرفته‌است.